# Шёнбруннский мир
Шёнбруннский мирный договор (фр. Traité de Schönbrunn; нем. Friede von Schönbrunn) — мирный договор, подписанный 14 октября 1809 года в Шёнбруннском дворце в Вене. Его подписали Франция и Австрия, окончив войну и завершив, тем самым, австро-французскую войну.
По этому договору Австрия лишилась выхода к Адриатическому морю. Также Австрия обязывалась передать Франции часть Каринтии и Хорватии. Франция получила графство Гёрц (Горица), Истрию с Триестом, Крайну, Фиуме (современная Риека). Впоследствии Наполеон I образует из них Иллирийские провинции. К герцогству Варшавскому переходила Западная Галиция, Баварии — Иннский округ и Зальцбургская область, России — Тарнопольский округ (как компенсация за её участие в войне на стороне Франции).
В общей сложности Австрия потеряла 3 500 000 населения (из 21 100 000 поданных) и примерно 100 000 км² своей территории (из первоначальных 700 000 км²). Австрия обязывалась выплатить Франции 85 млн франков, сократить свою армию до 150 000 солдат (австрийцы не выполнили своего обещания насчёт сокращения армии) и порвать отношения с Великобританией, примкнув к континентальной блокаде против неё. По Шёнбруннскому мирному договору Наполеон I гарантировал целостность остававшихся у Австрии владений. Австрия фактически превратилась в зависимое от Франции государство. Шёнбруннский мир был юридически аннулирован решением Венского конгресса (1814—1815 годов)